# Vadu Săpat
Vadu Săpat es una comuna ubicada en el distrito de Prahova, Rumania.

## Superficie
Posee una superficie de 20,01 kilómetros cuadrados.

## Demografía
Hasta 2021 la población era de 1528 habitantes, con una densidad de población de 76,36 habitantes por kilómetro cuadrado.